# Tetralobus rotundifrons
Tetralobus rotundifrons là một loài bọ cánh cứng trong họ Elateridae. Loài này được Guerin miêu tả khoa học năm 1847.